# After Midnight (chanson de Blink-182)
Pour les articles homonymes, voir After Midnight.
Singles de Blink-182
Up All Night
(2011) Wishing Well
(2011)
Pistes de Neighborhoods
03. Up All Night Heart's All Gone
(05)
After Midnight est une chanson du groupe Blink-182 qui apparaît sur l'album Neighborhoods. Il s'agit du deuxième single tiré de cet album. La version single est sortie en téléchargement légal le 6 septembre 2011, et il n'existe pas de single au format CD. Le clip de la chanson a été diffusé fin-décembre 2011.

## Liste des pistes
| After Midnight | After Midnight | After Midnight | After Midnight | After Midnight | After Midnight | After Midnight | After Midnight | After Midnight | After Midnight |
| No             | Titre          | Auteur         | Durée          |                |                |                |                |                |                |
| -------------- | -------------- | -------------- | -------------- | -------------- | -------------- | -------------- | -------------- | -------------- | -------------- |
| 1.             | After Midnight | Blink-182      | 3:25           |                |                |                |                |                |                |
| 3:25           |                |                |                |                |                |                |                |                |                |

## Clip
Le clip de la chanson, diffusé fin décembre 2011, montre une escapade amoureuse nocturne entre deux patients d'un hôpital psychiatrique. Le bassiste Mark Hoppus a déclaré que "Cette chanson parle d'amour difficile, ça parle de gens en vrac qui tombent amoureux et le clip se déroule dans un asile psychiatrique, et ce garçon et cette fille s'échappent de leur chambre et passent une nuit de folie...". Le clip a été réalisé par Isaac Rentz, ce qui marque la deuxième collaboration entre ce réalisateur et Blink-182 après le clip de Up All Night.

## Collaborateurs
- Tom DeLonge — Chant, Guitare
- Mark Hoppus — Chant, Basse
- Travis Barker — Batterie